# Тоносё (Тиба)
Тоносё (яп. 東庄町 То:носё:-мати) — посёлок в Японии, находящийся в уезде Катори префектуры Тиба. Площадь посёлка составляет 46,16 км², население — 14 455 человек (1 августа 2014), плотность населения — 313,15 чел./км².

## Географическое положение
Посёлок расположен на острове Хонсю в префектуре Тиба региона Канто. С ним граничат города Тёси, Асахи, Катори, Камису.

## Население
Население посёлка составляет 14 455 человек (1 августа 2014), а плотность — 313,15 чел./км². Изменение численности населения с 1980 по 2005 годы:
| 1980 | 18 205 чел. |  |
| 1985 | 18 337 чел. |  |
| 1990 | 17 988 чел. |  |
| 1995 | 17 739 чел. |  |
| 2000 | 17 076 чел. |  |
| 2005 | 16 166 чел. |  |

## Символика
Деревом посёлка считается Sasakia charonda, птицей — Emberiza yessoensis.